# Macintosh Color Classic II
Il Macintosh Color Classic II è un modello di personal computer prodotto da Apple e commercializzato dal 1993 al 1994: si tratta di una versione modificata del Macintosh Color Classic offerto solo in Canada, Europa e Giappone. È stato venduto anche come Performa 275. È l'ultimo modello della serie dei Macintosh Classic.

## Descrizione
Messo in commercio solo in alcuni mercati, il Color Classic II migliorava l'originale Color Classic, un modello compatto derivato dal Macintosh LC II basato sulla CPU Motorola 68030 a 16 MHz ed un quantitativo massimo di RAM gestibile di 10 MB. Il Color Classic II era invece derivato dal più potente Macintosh LC 550/Performa 550: utilizzava sempre il Motorola 68030 ma ad una frequenza più che doppia, 33 MHz, ed il massimo quantitativo di RAM utilizzabile era di 36 MB. Altra differenza tecnica riguardava il bus dati del processore, qui a 32 bit invece che a 16 come sul Color Classic. Era presente anche un'uscita audio stereo, che invece era di tipo mono sul precedente modello.
Il comparto video restava immutato, con un monitor Sony Trinitron da 10" capace di visualizzare immagini a 256 colori con una risoluzione di 512×384 pixel. L'espandibilità era garantita da una porta PSD compatibile con le schede dei computer Macintosh LC. Il Color Classic II fu l'ultimo computer all-in-one della serie Macintosh ad essere commercializzato.